# Protahovací pero
Protahovací pero je nástroj používaný elektrikáři k protažení vodiče dutinami ve stěnách, instalačními trubkami a kanály.
Pero může být zhotoveno například z úzkého pásu pružinové oceli. Opatrným posunem se protahuje omezenými, stísněnými prostory, jako jsou dutiny ve stěnách budov. Smyslem použití pera je protlačit ho prázdným, ale nepřístupným prostorem a při zpětném pohybu táhnout za sebou potřebný vodič. Použití je možné pro všechny běžné druhy vodičů: silové, slaboproudé i optické . Konstrukce pera umožňuje posouvat vpřed jen samotné pero, počítá se s tím, že vodič bude tažen při zpětném pohybu. Snaha protlačit pero i s připojeným vodičem by způsobila poškození nebo deformaci pera. Při potřebě protáhnout rozměrnější vodič se zpětným chodem pera protáhne jen tenké, pevné a ohebné lanko, na které se teprve připojí potřebný vodič.

## Konstrukce

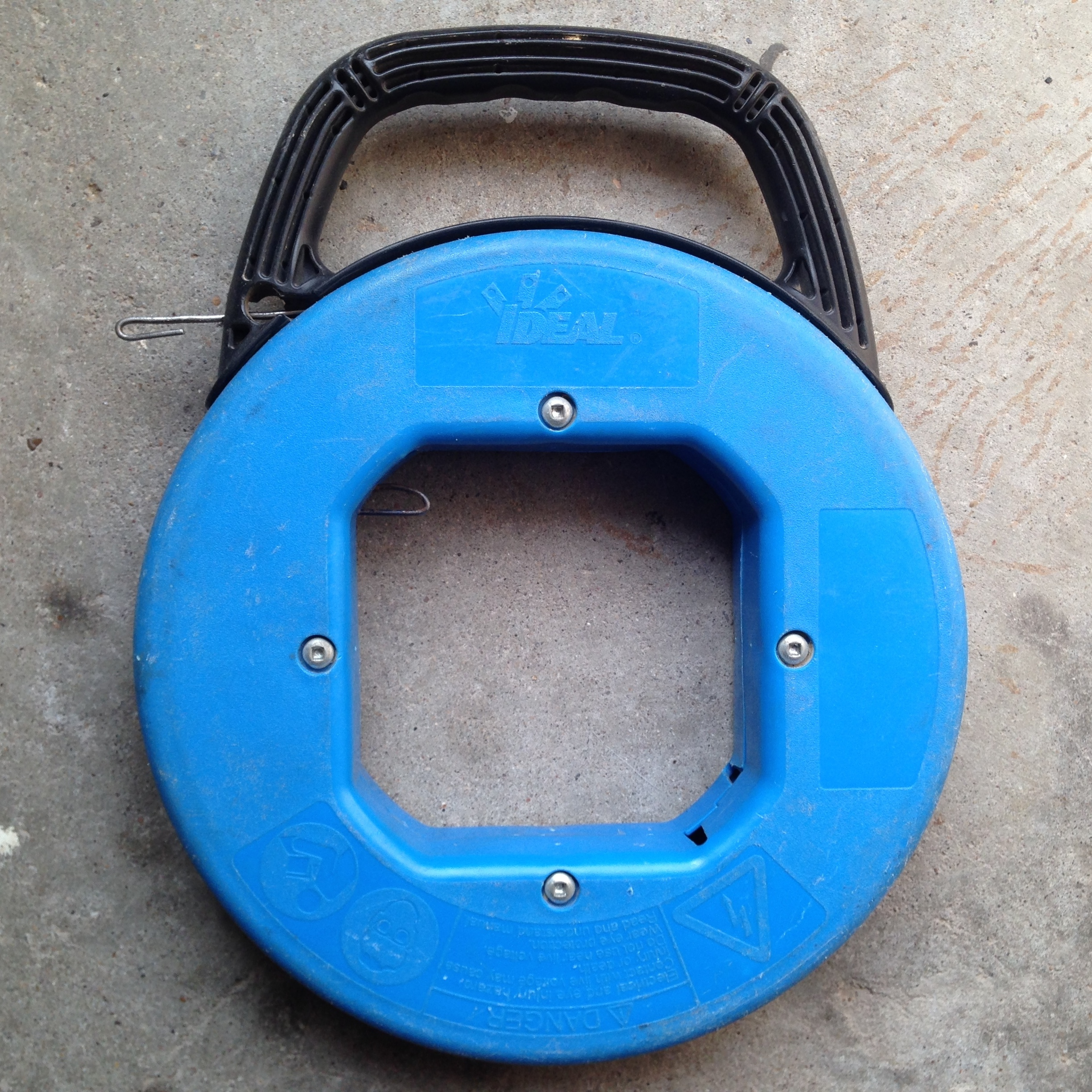
Ocelové protahovací pero

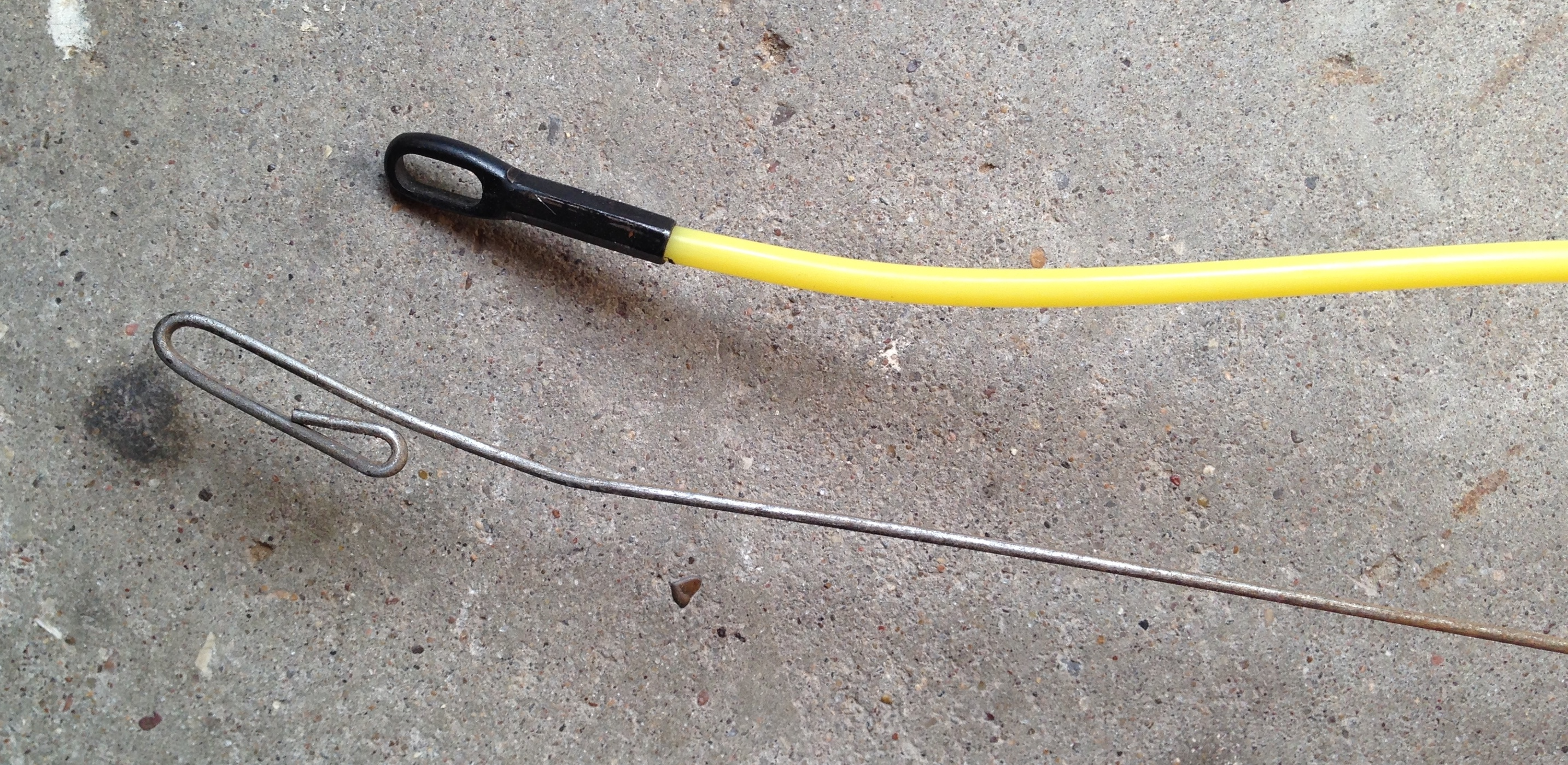
Porovnání ocelového a plastového pera

Protahovací pero se běžně uchovává stočené na plastové cívce. Vlivem stočení je trvale zvlněné. Konec protahovacího pera lze snadno nasměrovat pohybem cívky. Pero je přitom dostatečně tuhé, aby ho bylo možné tlačit potřebným směrem. Tak je možné pero vést volnými prostory ve stěně. Naopak přítomnost tepelné izolace, požární přepážky, trubky, různá potrubí, elektrické kabely a podobné překážky použití protahovacího pera ztěžují.
Pero může být vyrobeno z mnoha různých materiálů, typicky z oceli, skelného laminátu a nylonu. Pero bývá zakončeno smyčkou nebo hákem, případně svorkou pro připevnění specializovaného úchytu, kterým se zachytí lanko nebo vodič pro protažení.

## Jiný způsob použití
Občas mohou být dvě protahovací pera použita z opačných stran stěny. Protože obě protahovací pera jsou zakončena hákem, je možné jedním z nich vytáhnout to druhé. Je také možné zkontrolovat průchodnost trasy, jestliže se použijí kovová pera. Když se obě pera zapojí do obvodu spolu s baterií a zvonkem nebo bzučákem, je kontakt při styku obou per signalizován zvukem.